# Aphonopelma anax
Aphonopelma anax är en spindelart som först beskrevs av Chamberlin 1940.  Aphonopelma anax ingår i släktet Aphonopelma och familjen fågelspindlar. Inga underarter finns listade i Catalogue of Life.

## Bildgalleri

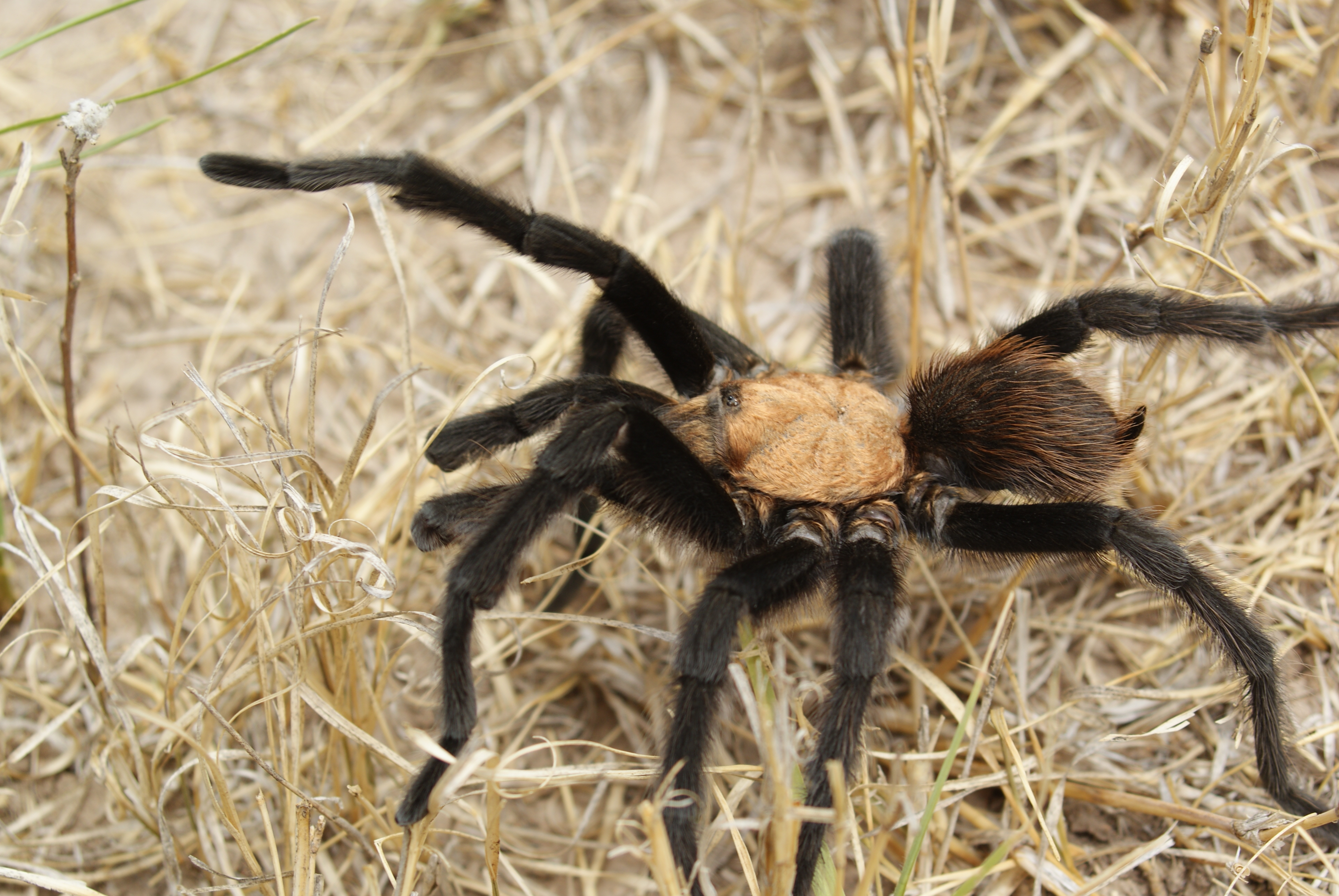